# Cokro (Grabag)
Cokro is een bestuurslaag in het regentschap Magelang van de provincie Midden-Java, Indonesië. Cokro telt 1861 inwoners (volkstelling 2010).